# بخش سن پدرو (خوخوی)
بخش سن پدرو (به اسپانیایی: Departamento San Pedro) یک منطقهٔ مسکونی در آرژانتین است که در استان خوخوی واقع شده‌است.